# Seznam izraelskih arhitektov
Seznam izraelskih arhitektov.

## A
- Michael Arad

## G
- Amos Gitai

## H
- Doron Hen (Božidar Hlavaček) (hrv.-izraelski)

## N
- Alfred Neumann (avstr.-češ.-izrael.-avstral.)

## S
- Moshe Safdie
- Heinz Seelig

## W
- Munri Weinraub